# توماس غريفيثز
توماس غريفيثز (بالإنجليزية: Tom Griffiths)‏ (21 فبراير 1906 في المملكة المتحدة - 25 ديسمبر 1981) هو لاعب كرة قدم بريطاني (وحمل سابقاً جنسية المملكة المتحدة لبريطانيا العظمى وأيرلندا) في مركز الدفاع. شارك مع منتخب ويلز لكرة القدم. أما مع النوادي، فقد لعب مع أستون فيلا وبولتون واندررز ونادي إيفرتون ونادي ريكسهام ونادي ميدلزبره.

## وصلات خارجية
- توماس غريفيثز على موقع قاعدة بيانات كرة القدم.إي يو (الإنجليزية)
- توماس غريفيثز على موقع ناشيونال فوتبول تيمز (الإنجليزية)